# ロバート・ニスベット
ロバート・アレグザンダー・ニスベット（Robert Alexander Nisbet、1913年9月30日 - 1996年9月9日）は、アメリカ合衆国の保守派の社会学者、歴史家。

## 略歴
ニスベットは、フレデリック・J・テガート（Frederick J. Teggart）に師事し、カリフォルニア大学バークレー校にて学士号および学位を取得した。博士号を取得した1939年に、母校の社会学の講師に就任し、学者としての経歴をスタートさせたが、第二次世界大戦の勃発に伴って陸軍へ入隊、ヨーロッパ戦線へ派遣された。
除隊後は、母校に社会学部を設立し、短期間ではあったが学部長を務めた。1953年にはバークレー校からカリフォルニア大学リバーサイド校へ移り、学部長や副総長などの要職を歴任した。1972年にはアリゾナ州ツーソンのアリゾナ大学へと移り、そこで社会学ならびに歴史学を教授した。その後はコロンビア大学から、同大学において非常に名誉ある役職として知られるアルベルト・シュバイツァー教授職（Albert Schweitzer Chair）として招聘された。
1978年にコロンビア大学教授を辞任した後は、ワシントンD.C.のアメリカン・エンタープライズ研究所へ移って研究活動を継続したが、2年後には同研究所からも退職した。その後は、1996年の死の直前まで自らの研究の成果をまとめ、6冊の著作を世に送り出した。

## 評価
- ニスベットは、保守派の社会学者としてかなり高い評価を受けており、The Public Interest誌が公表した「現代アメリカにおける最も高名な70人の知識人」のうちの一人に数え上げられている。彼は、ウィルモア・ケンドール（w:Willmoore Kendall）、ラッセル・カーク、ケネス・ミノーグ（w:Kenneth Minogue）、マイケル・オークショット（Michael Oakeshott）、エドワード・シルス（w:Edward Shils）、リチャード・M・ウィーヴァー（w:Richard M. Weaver）らと同等にアメリカではかなり著名人であったが、日本では紹介される機会が少なく、認知度は低い。
- 彼の研究業績は政府関係者の間でも高く評価され、1988年には全米人文科学基金が後援するジェファーソン人文科学講演会（the Jefferson Lecture in Humanities）へ招聘されている[2]。

## 著書

### 単著
- The Quest for Community: A Study in the Ethics of Order and Freedom, (Oxford University Press, 1953).

安江孝司ほか訳『共同体の探求――自由と秩序の行方』（梓出版社, 1986年）
- Community and Power, (Oxford University Press, 1962).
- Emile Durkheim: Makers of Modern Social Science, (Prentice-Hall, 1965).
- The Sociological Tradition, (Basic Books, 1966).

中久郎監訳『社会学的発想の系譜（1-2）』（アカデミア出版会, 1975年）
- Tradition and Revolt: Historical and Sociological Essays, (Random House, 1968).
- Social Change and History: Aspects of the Western Theory of Development, (Oxford University Press, 1969).

堅田剛訳『歴史とメタファー――社会変化の諸相』（紀伊國屋書店, 1987年）
- The Social Bond: An Introduction to the Study of Society, (Alfred A. Knoph., 1970, 2nd ed., 1977).

南博訳『現代社会学入門（1-4）』（講談社［講談社学術文庫］, 1977年）
- The Degradation of the Academic Dogma: the University in America, 1945-1970, (Basic Books, 1971).
- The social Philosophers: Community and Conflict in Western Thought, (Crowell, 1973).
- The Sociology of Emile Durkheim, (Oxford University Press, 1974).
- Twilight of Authority, (Oxford University Press, 1975).
- Sociology as an Art Form, (Oxford University Press, 1976).

青木康容訳『想像力の復権』（ミネルヴァ書房, 1980年）
- History of the Idea of Progress, (Basic Books, 1980).
- The Social Group in French Thought, (Arno Press, 1980).
- Prejudices: A Philosophical Dictionary, (Harvard University Press, 1982).

安江孝司・小林修一訳『人間論の社会学的視圏――「命題」小辞典』（文化書房博文社, 1988年）
- Conservatism: Dream and Reality, (University of Minnesota Press, 1986).

富沢克・谷川昌幸訳『保守主義――夢と現実』（昭和堂, 1990年）
- The Making of Modern Society, (Wheatsheaf Books, 1986).
- Roosevelt and Stalin: the Failed Courtship, (Regnery Gateway, 1988).
- The Present Age: Progress and Anarchy in Modern America, (Harper & Row, 1988).
- Teachers and Scholars: A Memoir of Berkeley in Depression and War, (Transaction Publishers, 1992).

### 編著
- Social Change, (Harper & Row, 1972).

### 共編著
- Contemporary Social Problems: An Introduction to the Sociology of Deviant Behavior and Social Disorganization, co-edited with R. K. Merton, (Brace & World, 1961, 2nd ed., 1966, 3rd ed., 1971, 4th ed., 1976).
- A History of Sociological Analysis, co-edited with Tom Bottomore, (Basic Books, 1978).

高橋三郎・井上俊監修『社会学的分析の歴史』（アカデミア出版会, 1981年-1989年）